# Janusz Laska
Janusz Andrzej Laska (ur. 1 maja 1960 w Kłodzku) – nauczyciel geografii i przyrody, działacz społeczny i związkowy, samorządowiec, z wykształcenia geolog.
Innowator nauczania, autor narzędzi dydaktycznych, prac metodycznych z zakresu edukacji oraz publikacji regionalnych dotyczących ziemi kłodzkiej. Pomysłodawca i inicjator programu Klub Młodego Odkrywcy.

## Życiorys
Urodził się w 1960 r. w Kłodzku, gdzie ukończył Liceum Ogólnokształcące im. Bolesława Chrobrego. Studiował geologię na Uniwersytecie Wrocławskim, uzyskując w 1985 r. tytuł zawodowy magistra.
W 2001 r. został laureatem nagrody Fundacji Polcul za działalność społeczną i oświatową (wraz z Iwoną Lemiesz). Kłodzkie Towarzystwo Oświatowe, które założył, otrzymało w 2008 r. nagrodę Pro Publico Bono, a w 2016 r. Odznakę Honorową „Zasłużony dla Powiatu Kłodzkiego”. W 2024 r. otrzymał nagrodę Przewroty, przyznawaną przez Centrum Nauki Kopernik za „najbardziej nowatorskie i śmiałe działania, zmieniające edukację”.

## Okres studiów i działalność we Wrocławiu
Podczas studiów w 1980 r. został członkiem Niezależnego Zrzeszenia Studentów. W latach 1981–1982 był redaktorem wrocławskiej „Reżimówki”, a od 1982 r. współpracownikiem podziemnego pisma „CDN”. W latach 1981–1989 współtworzył, pisał i redagował, a także zajmował się drukiem i kolportażem nielegalnych wydawnictw drugiego obiegu, m.in. „Gazety Dźwiękowej” (1982–1984) i czasopisma „Solidarność Dolnego Śląska” (1984–1988).
W 1984 r. założył i koordynował Centrum Informacyjne Solidarności Dolnego Śląska, w którym zbierano informacje, publikowano serwis informacyjny oraz wymieniano wydawnictwa podziemne między 40 miastami. W tym czasie nadzorował pracę 2 drukarni offsetowych we Wrocławiu, kilkunastu białkowych i dwóch sitodrukowych, które wydawały m.in. znaczki poczt podziemnych, kalendarze, karty, znaczki „Solidarności”. 7 marca 1984 r. został aresztowany pod zarzutem prowadzenia nielegalnej działalności w podziemnych strukturach NSZZ „S” i pobity w Dzielnicowym Urzędzie Spraw Wewnętrznych przy ówczesnym pl. Gottwalda (od 1989 pl. Józefa Piłsudskiego). Zwolniono go po 10 tygodniach, za poręczeniem władz uczelni. Postępowanie przeciw niemu umorzono na mocy amnestii.
W latach 1984–1989 był redaktorem naczelnym wydawnictwa „Vist” i Akademii Sztuk Wszelakich. Współpracował z wydawnictwem „Constans” oraz Ruchem Społecznym „Solidarność” we Wrocławiu w charakterze drukarza i kolportera pisma „Nowa Republika” oraz kolporter „Biblioteczki Ucznia”. Udzielał pomocy technicznej przy druku pism NZS Uniwersytetu Wrocławskiego, Politechniki Wrocławskiej, Akademii Rolniczej i Akademii Ekonomicznej. W latach 1985–1986 był redaktorem podziemnego pisma „Konkret”, a potem w latach 1987–1989 współpracownikiem „Wrocławskiego Studenta” (m.in. jako autor artykułów). W latach 1986–1989 był członkiem Rady Oświaty Niezależnej przy Regionalnym Komitecie Strajkowym NSZZ „Solidarność” Regionu Dolny Śląsk, był także ekspertem Komisji Edukacji Rady Miejskiej we Wrocławiu. Janusz Laska był współpracownikiem grup samokształceniowych na Dolnym Śląsku. W 1989 r. był współzałożycielem reaktywowanego NSZZ „Solidarność Nauczycielska”.
Po ukończeniu studiów geologicznych, w latach 1987–1993 pracował jako nauczyciel w Szkole Podstawowej nr 17 we Wrocławiu. Był inicjatorem niezależnych „Czwartkowych Spotkań u Króla Stasia” (spektakle, wieczory poezji, wykłady, koncerty niezależnych zespołów muzycznych).
Od 2007 r. jest prezesem Fundacji im. Tomasza Morusa z siedzibą w Bronowie.

## Działalność w Kłodzku
W 1993 r. powrócił do Kłodzka, gdzie objął posadę nauczyciela w Zespole Szkół Społecznych, w latach 2001–2004 nauczyciela doradcy w Powiatowym Centrum Doskonalenia Kadr w Kłodzku i 2005–2007 w Niepublicznym Ośrodku Doskonalenia Nauczycieli. Był współzałożycielem i członkiem zarządu Kłodzkiego Towarzystwa Oświatowego. W latach 1998–2002 zasiadał w Radzie Miasta Kłodzka, będąc przewodniczącym Komisji Edukacji i Kultury. W latach 2002–2006 był radnym Rady Powiatu Kłodzkiego. Bez powodzenia ubiegał się o stanowisko burmistrza Kłodzka w 2006 r.
Koordynował przedsięwzięcia edukacyjne, naukowe i kulturalne m.in. z serii Glacelli (Tajemnica Glacelli, Czary Glacelli, Glacella i jej dzieci), Święto Ulicy Daszyńskiego, Kłodzkie Forum Oświatowe.
Janusz Laska jest prezesem Klubu Inteligencji Katolickiej w Kłodzku. Był inicjatorem i w latach 1991–2008 współorganizatorem pielgrzymek na Jasną Górę (Grupa 31. Ziemia Kłodzka).
Był promotorem i animatorem Centrum Kultury Chrześcijańskiej (CKCh), działającego przez 11 lat (od września 2012 do początku 2023) w nieużywanej od 2002 kaplicy kościoła parafii Podwyższenia Krzyża Świętego w Kłodzku. CKCh było miejscem wystaw, koncertów, spektakli, promocji książek – wydarzeń, w których wzięło udział kilkadziesiąt tysięcy uczestników. Do najbardziej popularnych należały organizowane dwa razy w roku – z okazji Święta Konstytucji 3 Maja i Dnia Niepodległości 11 listopada – lekcje śpiewania piosenek patriotycznych, do których Janusz Laska opracowywał i drukował okazjonalne śpiewniki. Od 2024 r. organizuje Jarmark Arnošta (nazwa upamiętnia postać pierwszego arcybiskupa praskiego Arnoszta z Pardubic) obejmującego wydarzenia artystyczne z programem koncertów, wystaw i pokazów oraz jarmark rękodzieła, spotkania mieszkańców i turystów (współorganizatorzy: parafia Wniebowzięcia Najświętszej Maryi Panny, Fundacja im. Tomasza Morusa, Kłodzki Ośrodek Kultury).
Autor, współautor, inicjator publikacji edukacyjnych i regionalnych dotyczących ziemi kłodzkiej. Był pomysłodawcą i redaktorem naczelnym wydania Popularnej Encyklopedii Ziemi Kłodzkiej, do której napisał hasła o treści geologicznej, fizjograficznej i turystycznej. W 2015 był uczestnikiem konferencji Życie kulturalne ziemi kłodzkiej – historia, ludność, literatura, muzyka, sztuki plastyczne, turystyka. Jest autorem narzędzi dydaktycznych, publikacji prasowych oraz książek i map.

## Klub Młodego Odkrywcy
Janusz Laska zauważył, że najpoważniejszym problemem w polskiej szkole (i nie tylko polskiej) jest bezczynność, brak wrażeń i monotonia.
W szkołach nuda wynika m.in. stąd, że na chemii nie robi się eksperymentów, na fizyce doświadczeń, na biologii nic. Na geografii nie wyjeżdża się w teren. Wszystko to sucha teoria z książek i podręczników, albo w tej chwili z multimediów. A oczywiście nie ma nic nudniejszego, niż oglądać przez osiem lekcji dziennie, po pięć dni w tygodniu, multimedia czy książki. Nuda.

Przez 41 lat uczyłem bez podręczników i bez zeszytów. Uczniowie pracowali u mnie projektami.

Janusz Laska: Nauczyciele boją się eksperymentować. Postęp w świecie jest ogromny, w edukacji – najmniejszy, wyborcza.pl, 2024-05-25.
Jest pomysłodawcą i inicjatorem programu Klub Młodego Odkrywcy (KMO) – otwartej sieci edukacyjnej, której celem jest uczenie się w działaniu oraz umożliwienie dzieciom i młodzieży rozwijania umiejętności, takich jak komunikacja, współpraca, krytyczne myślenie, rozwiązywanie problemów. Na sobotnich spotkaniach KMO uczniowie osobiście robili eksperymenty, nie wiedząc, co z nich wyjdzie, jednak w trakcie eksperymentu dowiadywali się, jak działają prawa fizyczne, jakie zjawiska chemiczne zachodzą. Później szli do domu i wykonywali je jeszcze raz, np. podpalając, ku zdziwieniu rodziców, saszetki z herbatą, służące do zrobienia prowizorycznych „rakiet”. Z uciętych słomek i kartek papieru wykonywali tuby głośniejsze, niż te na meczu. Korzystając z praw matematyki, obliczali wysokość wiaduktów i kominów, wykonywali odręczne mapy terenu, jako przygotowanie do wykonania takiej mapy w AutoCADzie.
Pierwszy taki klub powstał 1 września 1998 r. w Zespole Szkół Społecznych w Kłodzku, kolejne w kraju i za granicą. W 2025 r. w Polsce działa około 1000 klubów, a ich międzynarodowa sieć obejmuje: Armenię, Etiopię, Gruzję, Rumunię i Ukrainę.
Projekt realizowany był najpierw przez Kłodzkie Towarzystwo Oświatowe w ramach programu „Równać Szanse” Polsko-Amerykańskiej Fundacji Wolności oraz Polskiej Fundacji Dzieci i Młodzieży, później rolę opiekuna programu przejęło Centrum Nauki Kopernik. Janusz Laska brał udział w ocenie edukacji matematyczno-technicznej prowadzonej w 48 krajach, oceniając następnie, że w żadnym z nich nauczanie to nie działa jak należy.

## Odznaczenia i nagrody (wybór)
- Krzyż Oficerski Orderu Odrodzenia Polski, 2012, M.P. 2012 poz. 984[27][28]
- Krzyż Wolności i Solidarności, 2016[8]
- Medal Komisji Edukacji Narodowej, 2021[29]
- nagroda Fundacji Polcul, 2001[3]
- nagroda Przewroty – Nagroda Specjalna, CN Kopernik, 2024[6][30].
- nagroda I stopnia Ministra Edukacji za osiągnięcia dydaktyczno-wychowawcze (2002)[10]
- nagrody Kuratora Oświaty (1992, 1996, 2007)[10]

## Publikacje (wybór)

### Książki
Lista publikacji Janusza Laski w formie wydawnictwa zwartego w katalogu WorldCat obejmuje 60 pozycji, w tym m.in.:
- Janusz Laska: Polska–Europa–Świat. Interdyscyplinarny projekt dydaktyczny. W: Edukacja europejska w zreformowanej szkole. Praca zbiorowa. Stefan Bednarek (red.). Wrocław: Dolnośląskie Towarzystwo Społeczno-Kulturalne „Silesia”, 2000, s. 262. ISBN 978-83-85689-34-8. OCLC 749397361.[32]
- Materiały dydaktyczne dla nauczycieli z zakresu edukacji europejskiej (współaut.: Dorota Kawińska-Domurad), Kłodzko, 2000[33]
- Klub Młodego Odkrywcy. 232 scenariusze ciekawych zajęć z fizyki, astronomii, chemii, biologii, geografii, geologii i ekologii (z Jackiem Adamowskim), Kłodzko, 2003[34]
- Klub Młodego Odkrywcy. 232 scenariusze ciekawych zajęć z fizyki, astronomii, chemii, biologii, geografii, geologii i ekologii. Cz. 2 (współaut.: Wiesław Kmiecik, Jacek Adamowski), Kłodzko, 2006[35]
- Mitologia oświatowa. Edukacja równoległa, Kłodzko–Nowa Ruda, 2007[36]
- Korzenie. Trzydziestolecie „Solidarności” na Ziemi Kłodzkiej (red.), Kłodzko–Nowa Ruda, 2010[37]
- Obywatelskie inicjatywy kulturalne w Kłodzku, czyli działalność kulturalna Kłodzkiego Towarzystwa Oświatowego, w: Kultura Ziemi Kłodzkiej: tradycje i współczesność, Wrocław 2016[38]
- Edukacja.równoległa.02.pl, Kłodzko, 2017[39]
- Domowy śpiewnik pieśni patriotycznych. Do korzystania podczas Kłodzkich Lekcji Śpiewania Pieśni Patriotycznych oraz wszelkich innych okazji i uroczystości rodzinnych, szkolnych, parafialnych, regionalnych (współaut.: Joanna Sapieha), Kłodzko, 2022[40]
- Cztery tysiące dni. Centrum Kultury Chrześcijańskiej w Kłodzku, Kłodzko, 2023[41]
- Przerwana rozmowa (wspomnienia-wywiad z dr. Zygmuntem Moczulskim), Kłodzko, 2024[42]